# Rhene cancer
Rhene cancer är en spindelart som beskrevs av Wesolowska, Cumming 2008. Rhene cancer ingår i släktet Rhene och familjen hoppspindlar. Inga underarter finns listade i Catalogue of Life.